# Cinci Stâlpi ai Islamului
Stâlpii islamului sunt obligațiile rituale ale musulmanilor. Muhammad in ultimii doi ani din viață a organizat comunitatea islamică, din această perioadă datând și stabilirea celor cinci stâlpi ai islamului (arkan). Obligațiile rituale ale islamului sunt: mărturia de credință, rugăciunea, postul, pelerinajul și dania rituală acestea sunt reglementate de către legislația musulmană - prin Coran și hadith. Unii juriști consideră că o altă practică rituală, cea de-a șasea este  jihad-ul.

## Mărturia de credință (ar.:aš-šahāda: tr.kelime-i șehadet)
Mărturisirea de credință constă în a afirma: ″Nu există altă divinitate decât Dumnezeu, Muhammad este Profetul lui Dumnezeu″ (La ilaha illa Allah wa Muhammad rasulu Allah) - "Nu există [dumne]zeu în afară de Allah, iar Mahomed este trimisul lui Allah"). Mărturisirea de credință este omniprezentă în viața musulmanului.

Șahada este singura condiție pentru a te converti la islam, dacă rostirea formulei este făcută în fața uneori martori musulmani. De asemenea, mărturisirea de credință este rostită în timpul rugăciunii, la urechea unui nou-născut sau a unui muribund.
Poate fi întâlnită pe steagul unor țări islamice, pe monede, este considerată ca fiind și o formulă magică care păzește credinciosul de deochi, de Satana.

## Rugăciunea (ar.:as-salāt; tr.:namaz)

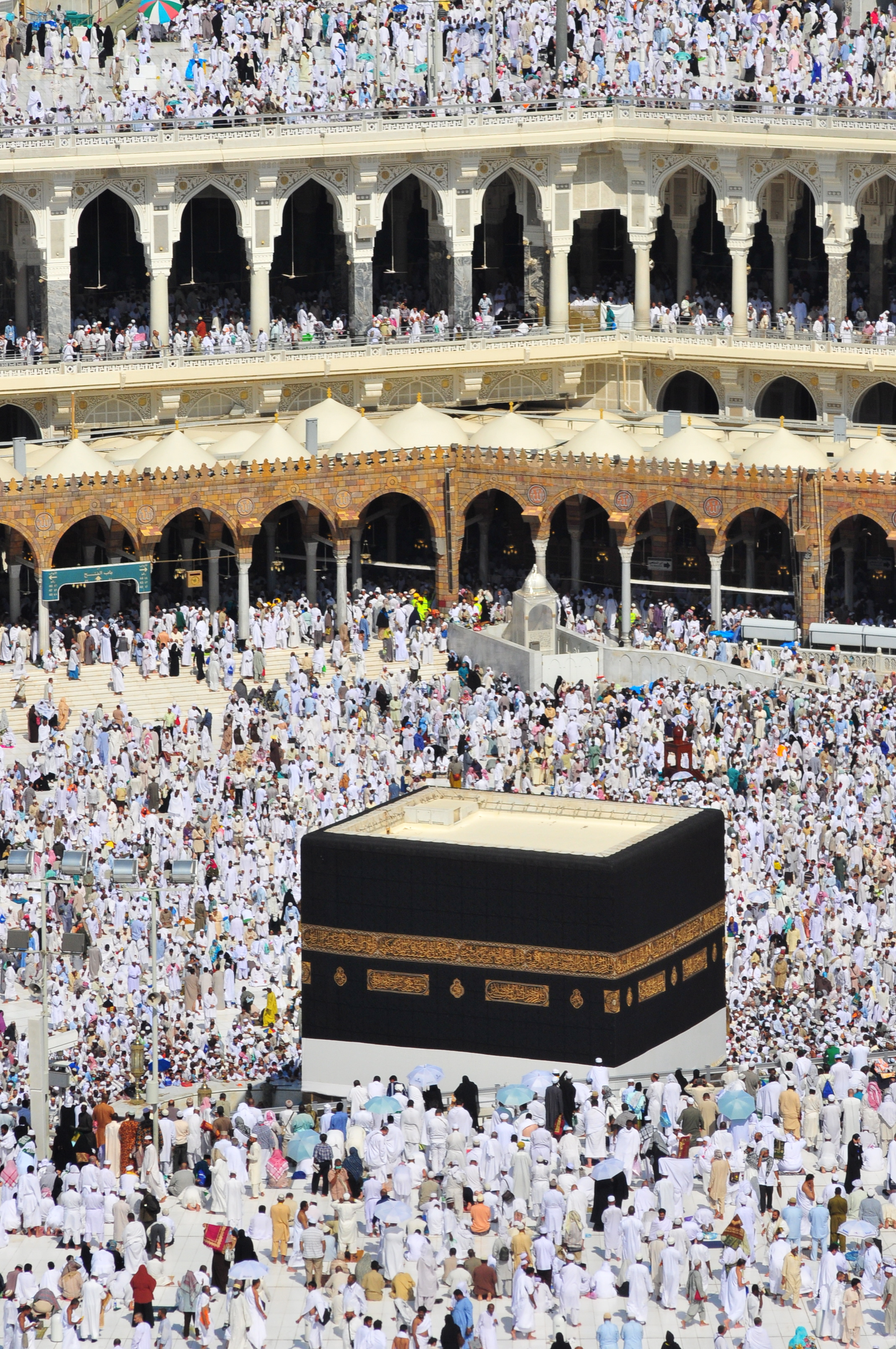

Salat reprezintă un ansamblu de gesturi, atitudini, cuvinte care se succed într-o ordine determinată. Rugăciunea rituală este efectuată de cinci ori pe zi astfel:  rugăciunea de dimineață, rugăciunea de amiază, rugăciunea de după amiază, rugăciunea de seară și rugăciunea de noapte. Înainte de rugăciune fiecare musulman îndeplinește un ritual de purificare (abluțiune), care poate fi minoră, majoră sau cu pământ. Spațiul în care este realizată rugăciunea este delimitat cu ajutorul covorului de rugăciune (sajjada), iar rugăciunea se va efectua cu fața către Al-Ka'ba (Casa sfântă) aflată la  Mecca.   
Rugăciunea de vineri, are loc la moschee și este condusă de un imam. Credincioșii se află așezați în rânduri în spatele lui și îi imită gesturile și cuvintele.  
Rugăciunea începe cu intenția de a face rugăciunea, urmează rostirea formulei Allahu akbar (Allah este mare), apoi este recitată sura introductivă din Coran - Al-Fatiha, această parte este realizată în picioare, este urmată de o succesiune de poziții de înclinare, posternare, semiașezare, care constitie o unitate numită rak′a. În timpil rugăciunii mai sunt rostite mărturia de credință, rugăciunea pentru Profet (salla Allahu alazhi wa sallam), la sfârșit este rostită o formulă de salut pentru îngerii păzitori sau credincioși (as-salamu alaykum wa rahmatu Allahi).  
Rugăciunile sunt obligatorii și sunt legământul dintre un musulman și Allah. În timpul salat-ului un musulman imploră de la Allah să-i lumineze calea, să-i ierte păcatele și să fie bun cu el.
Religia islamică interzice rugăciunea la Muhammmed, la alți profeți sau îngeri. Musulmanul se roagă doar la Dumnezeu. În afară celor cinci rugăciuni obligatorii, musulmanul poate să facă și alte rugăciuni opționale.

## Dania (ar.:Az-zakāt; tr:zekat)
În limba arabă, cuvântul zakāt înseamnă „purificare”, „curățire” dar și a lăuda, a se înfrumuseța. Dania este un impozit perceput musulmanilor înstăriți și oferit persoanelor sărace.
Dania rituală are o destinație precisă, așa cum se menționează în Coran: "Milosteniile - din danie- sunt numai pentru săraci, pentru sărmani, pentru cei care ostenesc pentru ele, pentru cei ale căror inimi se adună -întru credință-, pentru slobozirea robilor, pentru cei îndatorați greu, pentru calea lui Dumnezeu și pentru călătorul aflat pe drum".
Pentru ca zakat-ul să-și atingă scopul pentru care a fost instituit, trebuie să îndeplinească două condiții: în primul rând cel care dă zakat-ul să nu aștepte vreun profit personal de pe urma acestui gest al său și în al doilea rând să nu urmărescă laude precum că este un mare filantrop.
Se consideră că văduvele, orfanii, săracii, persoanele cu handicap și șomerii pot avea drepturi asupra averii tale deoarece nu își pot utiliza forța de muncă, de asemenea mai au dreptul la avere oamenii care din cauza situației financiare nu au putut studia.
Legislația canonică o tratează ca pe o taxă religioasă obligatorie și o reglementează în detalii: se specifică bunurile impozabile, categoriile de persoane care trebuie să plătească impozitul și cel cărora le este destinat. Cuantumul variază între 3-10% în funcție de bunuri. Dania poate fi considerată ca un purificator de avere.

## Postul (ar.:as-sawm; tr:oruc)
Postul este de trei feluri:
1. postul Ramadanului;
2. postul de ″pocăință″;
3. postul benevol.

Ramadan-ul este a noua lună din calendarul islamic, celebrează perioada în care profetul Muhammad a primit revelația coranică. Timp de aproximativ 30 de zile, musulmanii adulți trebuie să postească din zori până după apusul soarelui. Aceasta înseamnă abstinența de la mâncare, băutură, fumat și relații sexuale în intervalul menționat. Călătorii, femeile gravide, femeile care alăptează și bolnavii pot amâna postul, urmând să-l țină ulterior. În această lună, considerată a iertării și a milei, musulmanii nu trebuie să mintă, să jignească, să blesteme. Religia islamică stabilește postul ca un mijloc de purificare, un exercițiu de autocontrol și o dovadă de credință.
Postul din luna Ramadan este o obligație fundamentală pentru orice credincios, timp de o lună. Trebuie menționat faptul că anul musulman este mai scurt și postul poate pica în orice anotimp.   
Postul este ținut de către persoanele care au ajuns la pubertate și sunt sănătoase. Din zori și până la apusul soarelui aceștia nu consumă alimente, băutură și nu pot întreține relații sexuale.  
La ruperea postului, credincioșii servesc o gustare, ca mai apoi să se bucure de o masă mai bogată (sahur) care să îi ajute să postească în următoarea zi. În cursul nopții este recomandat să fie recitat Coranul.      
Postul poate fi compensat, cei care îl neglijează trebuie să țină două luni de post ulterior și să plătească o taxă care să ajungă pentru a hrăni șaizeci de săraci, cei care sunt forțați să întrerupă postul din cauza unei boli sau a unei nașteri, compensează doar perioada în care nu au postit.      
Postul se încheie cu sărbătoarea de rupere a postului, care este una din cele două mari sărbători ale islamului.

## Pelerinajul laMecca(ar.:al-hajj; tr.:hac)
Pelerinajul (ar.: al-hajj; tr.: hac ) la Mecca trebuie făcut de fiecare musulman sănătos și care dispune de resurse materiale, cel putin o dată în viață, pentru a îndeplini prescripțiile rituale ale pelerinajului. Pelerinul ajuns la Mecca este obligat să înconjoare Kaaba de șapte ori și să meargă pe platoul Arafat. Femeile pot merge în pelerinaj doar dacă au un însoțitor.
Pelerinajul a fost realizat încă de pe vremea Profetului Muhammad, cu puțin înainte de moartea sa, acesta a mers în pelerinaj la Mecca.
O dată ajunși la Mecca pelerinii au o ținută specială pentru această ocazie: o bandă albă în jurul mijlocului, alta pe umeri, sandale, capul gol protejat de umbrelă, de asemenea în această perioadă sunt interzise rasul, tunsul, tăierea unghiilor, relațiile sexuale.
Ceremoniile au loc în luna Zu-l-Hijja, unde au loc două activități, prima care se desfășoară în jurul Kaabei și în vecinătatea acesteia și poartă numele de omra și pelerinajul care se desfășoară în diferite puncte în apropiere de Mecca. 
Al-Ka'ba este o construție aproape cubică , despre care tradiția islamică spune că a fost construită de Adam și reconstruită mai târziu de către Abraham (ar.: Ibrahim) împreună cu fiul său, Ismail.

## Jihadul (Războiul Sfânt)
Termenul 
jihad este derivat de la o ridicina jhd care inseamna ″efort″, ″straduință″, și în primul rând ″efort, luptă împotriva propriului suflet″.
Jihadul în sens inițial înseamnă ″efortul de înaintare pe calea lui Allah″, efort cuprinzând și ideea de luptă.
Se spune ca face jihad despre cineva care depune eforturi fizice și intelectuale deosebite sau despre cineva care își dedică toată avuția sa în numele lui Allah.
″Războiul sfânt″ este dus împotriva dușmanilor islamului care recurg la forță.